# Efecte Casimir

Forces de Casimir en plaques paral·leles

En física, l'efecte Casimir o la força de Casimir-Polder és un efecte predit per la teoria quàntica de camps, que consisteix que, donats dos objectes metàl·lics separats per una distància petita comparada amb la grandària dels objectes, apareix una força atractiva entre tots dos a causa d'un efecte associat al buit quàntic. Rep aquest nom del físic neerlandès Hendrik Casimir, que en proposà l'existència el 1948.

## Introducció

Forces de Casimir en plaques paral·leles

L'efecte Casimir es pot entendre si tenim en compte que la presència de metalls conductors i dielèctrics alteren el valor esperat del buit de l'energia del camp electromagnètic quantitzat. Ja que el valor d'aquesta energia depèn de les formes i de les posicions dels conductors i dels dielèctrics, l'efecte Casimir es manifesta com a força entre aquests objectes.
A vegades, això es descriu en termes de partícules virtuals que interaccionen amb els objectes, a causa d'una de les formulacions matemàtiques possibles per a calcular la força de l'efecte. Com la intensitat de la força cau ràpidament amb la distància, només és mesurable quan la distància entre els objectes és extremadament petita. En una escala per sota del micròmetre, aquesta força arriba a ser tan forta que es converteix en la força dominant entre dos conductors neutres. De fet, en separacions de 10 nanòmetres, l'efecte Casimir produeix l'equivalent d'1 atmosfera de pressió (101.3 kPa).
Els físics holandesos Hendrik BG Casimir i Dirk Polder van ser els primers a proposar l'existència d'aquesta força el 1948 i van formular un experiment per detectar-la mentre participaven en la recerca en els laboratoris d'investigació de Philips. La forma clàssica de l'experiment utilitza un parell de plaques paral·leles de metall neutres en el buit, i va demostrar amb èxit la força dins del 15% del valor predit per la teoria.
Un efecte similar es produeix amb la força de Van der Waals entre un parell d'àtoms neutres. En física teòrica moderna, l'efecte Casimir exerceix un paper important en el model quiral del nucleó; i en física aplicada, és cada vegada més important en el desenvolupament de components nanotecnològics.

## Possibles causes

### Energia del buit

Diagrama de Feynman il·lustrant la interacció entre dos electrons produïda mitjançant l'intercanvi d'un fotó

L'efecte Casimir és un resultat de la teoria quàntica de camps, que indica que tots els camps fonamentals, com ara el camp electromagnètic, han de ser quàntics en cada punt de l'espai. De manera molt simple, un camp en la física pot ser previst com si l'espai estigués ple de boles i de ressorts que vibressin interconnectats, i la força del camp es pot visualitzar com la dislocació d'una bola de la seva posició de repòs. Les vibracions en aquest camp es propaguen i estan governades per l'equació d'ona apropiada per al camp particular. El camp electromagnètic quantitzat en la teoria quàntica de camps requereix que cada combinació bola-ressort sigui quàntica, és a dir, que la força del camp serà quàntica en cada punt en espai. Segons les normes, el camp en cada punt de l'espai és un oscil·lador harmònic simple. Les excitacions del camp corresponen a partícules elementals de la física de partícules. No obstant això, fins i tot el buit té una estructura summament complexa. Tots els càlculs de la teoria quàntica de camps s'han de fer referents a aquest model de buit.
El buit té, implícit, totes les característiques que una partícula pugui tenir: espín, polarització en el cas de la llum, energia, i així successivament. De mitjana, totes aquestes característiques es cancel·len: el buit és, després de tot, buit en aquest sentit. Una excepció important és l'energia del buit o el valor d'expectació de l'energia del buit. La quantització d'un oscil·lador harmònic simple indica que l'energia possible més baixa o l'energia del punt zero que tal oscil·lador pot tenir és:

{\displaystyle {E}={\begin{matrix}{\frac {1}{2}}\end{matrix}}\hbar \omega }

En sumar tots els oscil·ladors possibles en tots els punts de l'espai dona una quantitat infinita. Com tan sols les diferències d'energia són físicament mesurables (amb la notable excepció de la gravitació, que roman fora de l'abast de la teoria quàntica de camps), aquesta infinitat es pot considerar una característica més matemàtica que física. Aquest argument sustenta la teoria de la renormalització. Treballar amb aquestes quantitats infinites causà un cert neguit entre els que defensaven la teoria quàntica de camps fins al desenvolupament als anys 70 del grup de renormalització, un formalisme matemàtic per a transformacions a escala que proporciona una base natural per al procés.
Quan s'intenta incloure la gravetat, la interpretació d'aquesta quantitat formalment infinita continua donat problemes. Actualment, no hi ha una explicació clarament satisfactòria sobre per què no pot resultar en una constant cosmològica que sigui molts ordres de magnitud més gran del que s'observa. No obstant això, com encara no hi ha una teoria quàntica de la gravetat de complement coherent, no hi ha cap raó perquè ho sigui.

### Força relativista de van der Waals
Per una altra banda, el 2005, Robert Jaffe de MIT afirmà que els efectes Casimir es podrien formular i que les forces es podrien comptar sense cap referència a energia de punt zero. Són forces quàntiques relativistes entre càrregues i corrents. La força Casimir (per unitat d'àrea) entre plaques paral·leles s'esvaeix com alfa, la constant d'estructura fina, va a zero, i el resultat estàndard, que sembla independent d'alfa, correspon a alfa aproximant-se al límit d'infinit, i que la força Casimir és simplement la força de van der Waals (relativista, retardada) entre plaques de metall.

### Energia fonamental acoblada
Finalment, una tercera manera d'entendre les forces de Casimir es basa en l'electrodinàmica quàntica canònica macroscòpica. En aquesta interpretació, hi ha un estat fonamental (buit) del sistema acoblat de matèria i camps, el qual determina les propietats en estat fonamental del camp electromagnètic, donant lloc a una força. La força Casimir és fonamentalment una propietat del sistema acoblat de matèria i camps, en què la interacció entre les plaques està mitjançada per camps de punt zero. En interpretacions més tradicionals, això no obstant, l'èmfasi recau o en el camp electromagnètic o en el material fluctuant de les plaques.

## Efectes
Casimir observà que el camp quàntic de segona quantització, en presència d'un conjunt de cossos com metalls o dielèctrics, ha d'obeir les mateixes condicions de frontera que el camp electromagnètic clàssic. En particular, afecta el càlcul de l'energia de buit en presència d'un conductor o dielèctric.
Considerem, per exemple, el càlcul del valor esperat del buit del camp electromagnètic dins un metall, com per exemple, una cavitat de radar o una guia d'ones de microones. En aquest cas, la manera correcta de trobar l'energia de punt zero del camp és sumar les energies de les ones estacionàries de la cavitat. Per a cada possible ona estacionària correspon una energia; diguem-ne que l'energia de la n ona estacionària és {\displaystyle E_{n}}. El valor esperat del buit de l'energia del camp electromagnètic de la cavitat és llavors: 
{\displaystyle \langle E\rangle ={\frac {1}{2}}\sum _{n}E_{n}}
amb la suma desbordant tots els possibles valors de n enumerant les ones estacionàries. El factor de 1/2 correspon al fet que les energies de punt zero se sumen (el mateix 1/2 que apareix en l'equació {\displaystyle E=\hbar \omega /2}). Escrita d'aquesta manera, la suma és clarament divergent; això no obstant, es pot utilitzar per a crear expressions finites.
En particular, es podria preguntar com l'energia de punt zero depèn de la forma s de la cavitat. Cada nivell d'energia {\displaystyle E_{n}} depèn de la forma, i d'aquesta manera es podria escriure {\displaystyle E_{n}(s)} per al nivell d'energia, i {\displaystyle \langle E(s)\rangle } per al valor de buit esperat. En aquest punt, ve una observació important: la força en el punt p en la paret de la cavitat és igual al canvi en l'energia de buit si la forma s de la paret es pertorba una mica, diguem per {\displaystyle \delta s}, al punt p. Això és, un té:
{\displaystyle F(p)=-\left.{\frac {\delta \langle E(s)\rangle }{\delta s}}\right\vert _{p}.\,}
Aquest valor és finit en molts càlculs pràctics.
L'atracció entre les plaques es pot entendre fàcilment atenent a la situació unidimensional. Suposem que una placa conductiva mòbil es posiciona a curta distància a d'una de les dues plaques àmpliament separades (distància L). Amb a << L, els estats entre les ranures d'amplitud a estan altament constretes, de manera que l'energia E de qualsevol mode està àmpliament separada de la següent. Aquest no és el cas en una regió oberta L, on hi ha un gran nombre (sobre L/a) d'estats amb una energia uniformement situada entre E i el següent mode en una ranura estreta --en altres paraules, totes lleugerament més grans que E. Ara, en escurçar a per da (< 0), el mode en la ranura s'encongeix en longitud d'ona i llavors incrementa en energia proporcional a -da/a, on on tots els estats exteriors L/a s'allarguen i s'abaixa l'energia proporcional da/L (noteu-ne el denominador). El canvi de xarxa és lleugerament negatiu, perquè totes les energies del modes L/a són lleugerament més grans que el mode senzill de la ranura.

## Càlcul de Casimir
En el càlcul original, Casimir va considerar l'espai lliure entre un parell de plaques conductores paral·leles separades a una distància {\displaystyle a}. En aquest cas, les ones estacionàries són particularment fàcils de calcular, ja que la component transversal del camp elèctric i la component normal del camp magnètic han d'anul·lar la superfície d'un conductor. Assumint que les plaques paral·leles resideixen en el pla xy, les ones estacionàries són:

{\displaystyle \psi _{n}(x,y,z,t)=e^{-i\omega _{n}t}e^{ik_{x}x+ik_{y}y}\sin \left(k_{n}z\right)}

en què {\displaystyle \psi } apareix per la component elèctrica del camp electromagnètic, i, com a simplificació, la polarització i les components magnètiques són menyspreades. Aquí, {\displaystyle k_{x}} i {\displaystyle k_{y}} són les components del vector d'ona en direccions paral·leles a les plaques, i

{\displaystyle k_{n}={\frac {n\pi }{a}}}

és el vector d'ona perpendicular a aquestes. Així doncs, n és un nombre enter, que apareix a causa de la lligadura que ψ s'anul·li en les plaques metàl·liques. La freqüència per a aquesta ona és:

{\displaystyle \omega _{n}=c{\sqrt {{k_{x}}^{2}+{k_{y}}^{2}+{\frac {n^{2}\pi ^{2}}{a^{2}}}}}}

en què c és la velocitat de la llum. L'energia del buit és llavors la suma sobre totes les possibles maneres d'excitació:

{\displaystyle \langle E\rangle ={\frac {\hbar }{2}}\cdot 2\int {\frac {dk_{x}dk_{y}}{(2\pi )^{2}}}\sum _{n=1}^{\infty }A\omega _{n}}

en què A és l'àrea de les plaques de metall, i un factor 2 és introduït a causa de les dues possibles polaritzacions de l'ona. Aquesta expressió és clarament infinita, i per a poder realitzar el càlcul, és convenient introduir un regulador. El regulador servirà per a fer que l'expressió es torni finita, eliminant del càlcul els passos posteriors. La versió regularitzada de la funció zeta de l'energia per unitat d'àrea a la placa és:

{\displaystyle {\frac {\langle E(s)\rangle }{A}}=\hbar \int {\frac {dk_{x}dk_{y}}{(2\pi )^{2}}}\sum _{n=1}^{\infty }\omega _{n}\vert \omega _{n}\vert ^{-s}}

Al final del càlcul, s'ha de considerar el límit {\displaystyle s\to 0}. Aquí s és simplement un nombre complex, i no s'ha de confondre amb variables així denotades amb anterioritat. Aquesta integral/suma és finita per a s real i més gran que 3. La suma té un pol a s = 3, però pot ser analíticament extensible a s = 0, en què l'expressió és finita. Expandint això, s'obté:

{\displaystyle {\frac {\langle E(s)\rangle }{A}}={\frac {\hbar c^{1-s}}{4\pi ^{2}}}\sum _{n}\int _{0}^{\infty }2\pi qdq\left\vert q^{2}+{\frac {\pi ^{2}n^{2}}{a^{2}}}\right\vert ^{(1-s)/2}}

en què s'han introduït les coordenades polars {\displaystyle q^{2}=k_{x}^{2}+k_{y}^{2}} per transformar la nostra integral doble en una integral simple. La {\displaystyle q} és el jacobià, i el {\displaystyle 2\pi } prové de la integració angular. Aquesta integral es pot calcular fàcilment, resultant:

{\displaystyle {\frac {\langle E(s)\rangle }{A}}=-{\frac {\hbar c^{1-s}\pi ^{2-s}}{2a^{3-s}}}{\frac {1}{3-s}}\sum _{n}\vert n\vert ^{3-s}}

Aquesta suma es pot interpretar com la funció zeta de Riemann, de manera que:

{\displaystyle {\frac {\langle E(s)\rangle }{A}}=-{\frac {\hbar c^{1-s}\pi ^{2-s}}{2a^{3-s}}}{\frac {1}{3-s}}\sum _{n}\vert n\vert ^{3-s}}

Esta suma,
sabent que {\displaystyle \zeta (-3)=1/120}, s'obté:

{\displaystyle {\frac {\langle E\rangle }{A}}={\frac {-\hbar c\pi ^{2}}{3\cdot 240a^{3}}}}

La força de Casimir per unitat d'àrea {\displaystyle f_{c}/A} per a plaques ideals i perfectament conductores amb buit entre ambdues és, per tant:

{\displaystyle {F_{c} \over A}=-{\frac {d}{da}}{\frac {\langle E\rangle }{A}}=-{\frac {\hbar c\pi ^{2}}{240a^{4}}}}

en què:
{\displaystyle \hbar } (h barra, ħ) és la constant reduïda de Planck,
{\displaystyle c} és la velocitat de la llum,
{\displaystyle a} és la distància entre dues plaques.
La força és negativa, indicant doncs el seu caràcter atractiu: disminuint la distància entre plaques, l'energia és reduïda. La presència de {\displaystyle \ hbar} indica que la força de Casimir per unitat d'àrea {\displaystyle f_{c}/A} és molt petita, i el seu origen és purament inherent a la mecànica quàntica.

## Mesurament experimental
Una de les primeres proves experimentals, la va realitzar Marcus Spaarnay a Philips a Eindhoven, el 1958, en un experiment delicat i difícil amb plaques paral·leles, i obtingué resultats que no estaven en contradicció amb la teoria de Casimir, però que tenien errors experimentals grans.
L'efecte Casimir es va mesurar de forma més precisa el 1997 per Steve K. Lamoreaux, del laboratori nacional de Los Alamos, i per Umar Mohideen de la Universitat de Califòrnia a Riverside i el seu col·lega Anushree Roy.
En la pràctica, en comptes d'usar dues plaques paral·leles, que requereixen un alineament massa precís per assegurar que són paral·leles, els experiments van usar una placa que és plana i una altra placa que és part d'una esfera amb un ampli radi de curvatura. El 2001, un altre grup de la Universitat de Pàdua va aconseguir finalment mesurar la força de Casimir entre plaques paral·leles usant microresonadores.
Més investigacions han mostrat que amb materials de certa conductivitat i permeabilitat, o amb una certa configuració, l'efecte Casimir es pot fer repulsiu en comptes d'atractiu, encara que no hi ha encara proves experimentals de tals prediccions.